# توماس غولدستاين
توماس غولدستاين (بالألمانية: Thomas Goldstein)‏ هو مؤرخ ألماني، ولد في 23 يونيو 1913 في برلين في ألمانيا، وتوفي في 19 نوفمبر 1997.